# Manina ragazza senza veli
Manina ragazza senza veli (Manina, la fille sans voiles) è un film del 1952 diretto da Willy Rozier.

## Trama
Ad una conferenza erudita Gérard Morère apprende del naufragio – vero o immaginario – subito nell'antichità da un naviglio fenicio, carico di un immenso tesoro in monete auree contenuto in anfore di terracotta al largo dell'isola corsa di Lavezzi. Poiché è proprio lì – durante una vacanza di qualche anno addietro - che Gérard aveva rinvenuto, sul fondale, a poca profondità, un'anfora fenicia, egli si mette in testa di ritornare sul posto e dare avvio alla ricerca del tesoro.
Egli ha bisogno di disponibilità finanziarie per reperire un'imbarcazione e adeguato materiale per immersioni subacquee, e non trova di meglio da fare che promettere al contrabbandiere Éric una parte del tesoro se avesse finanziato l'impresa e offerto la propria imbarcazione. Éric accetta. 
Giunti a Lavezzi, i primi giorni di scandaglio risultano infruttuosi per quanto riguarda il tesoro, ma significativi per il fatto che Gérard, Éric e il marinaio Marcel si invaghiscono della bella Manina, la diciottenne figlia del guardiano del locale faro, che inizia una relazione amorosa con Gérard. Alla fine diverse anfore vengono ritrovate sul fondo marino. Non si sa se al loro interno sono contenute le preziose monete: in ogni caso Éric – venendo meno al patto - se ne appropria e salpa in tutta fretta lasciando sulla costa il disilluso Gérard.
Di lì a poco l'imbarcazione di Éric cola a picco presso le vicine coste sarde, ed il tesoro fenicio – vero o immaginario – torna negli abissi marini.